# Abbed Oliba
Oliba (catalansk udtale: uˈɫiβə, omkring 971–1046) var greve af Berga (998–1003) og Ripoll og senere biskop i Vic (1018–1046) og abbed i Sant Miquel de Cuixà. Han betragtes som en af Cataloniens åndelige grundlæggere og nok den mest betysningsfulde gejstlige på sin tid på den Iberiske Halvø.
Oliba skrev meget, men hans væsentligste bidrag er nok oversættelsen af en række arabiske manuskripter til latin.

## Barndom og tidligt voksenliv
Oliba blev født omkring 971 i en rig familie i den Spanske Mark. Hans far var Oliba Cabreta, greve af Besalú, Cerdanya, Berga og Ripoll, og hans mor var Ermengard af Empúries. På sin fars side var han oldebarn af Vilfred den hårfagre. Oliba havde tre brødre og en søster, og da hans far i 988 gik i kloster, delte han sit land mellem de tre ældste sønner; Bernard fik Besalú og Ripoll, Vilfred fik Cerdanya, mens Oliba fik Berga. I 1002 (eller 1003) blev Oliba benediktinermunk i klosteret Santa Maria de Ripoll og overlod Berga til Vilfred.

## Kirkeliv
Oliba fremmede Gudsfredsbevægelsen, og i 1027 vedtog en forsamling af bisper og adelige i Toulouges (Roussillon), at der hvert år skulle være et antal dage, hvor alle kunne søge fred i kirken.
I 1023 ønskede Sancho 3. af Navarra at få sin søster Urraca gift med Alfonso 5. af Leon, men da de var blodsbeslægtede, bad Sancho om biskoppens godkendelse. Dette fik han ikke, men parret blev gift alligevel.
Oliba døde i klostret i Cuixà i 1046.

## Galleri
- Marketteri forestillende Oliba
- Monument for Oliba ved Vic
- Statue af Oliba ved Montserrat
- Statue af Oliba ved hovedporten til klosteret i Ripoll

## Eksterne links
- Wikimedia Commons har flere filer relateret til Abbed Oliba
- Fundació Abat Oliba Arkiveret 19. februar 2019 hos  Wayback Machine
- Abat Oliba CEU University
- Oliba på Wikisource